# Jürgen Czaschka
Jürgen Czaschka (Vienna, 13 giugno 1943 – Modena, 9 febbraio 2018) è stato un illustratore e incisore austriaco.

## Biografia
Dopo il diploma al liceo scientifico nel 1961, tenta l'esame d'ammissione all'Accademia di Belle Arti, respinto s'iscrive al corso di Germanistica e Storia all'Università di Vienna.
Si laurea in Storia nel 1968, in seguito lavora come giornalista sino all'impiego in una casa editrice dove ricopre differenti mansioni in altrettanti dipartimenti. Per un anno si occupa di grafica pubblicitaria. Nel 1972 si trasferisce in Germania Ovest per evitare il servizio militare. Lavora a Essen presso un antiquario medico-scientifico, dal 1973 al 1975 è scenografo presso il teatro di Ulm, poi presso i teatri di Paderborn e Pforzheim, a Paderborn conosce Renate Herold che diventerà sua moglie.
Nel 1977 si trasferisce a Berlino dove Renate è ricercatrice per la ditta Schering. Jürgen lascia il lavoro per affrontare un percorso artistico individuale nella massima libertà. Si iscrive a un corso di tecniche calcografiche presso il Centro di tecniche grafiche del Sindacato berlinese degli artisti. Renate sostiene la sua scelta e lo accompagna per tutto il periodo di apprendistato e di preparazione delle prime mostre.
Nel 1978 comincia ad utilizzare il bulino e nel 1980 allestisce le prime mostre che riscuotono un discreto successo, e in quello stesso anno acquistano un vecchio essiccatoio di castagne e due ettari di terreno a Fanano in provincia di Modena, dove trascorreranno tutte le estati successive.
Nel 1982 sposa Renate e incontra a Roma il critico e storico dell'arte Giuseppe Gatt animatore del movimento artistico La nuova maniera italiana", che per lui organizzerà una mostra a L'Aquila e due a Roma. Partecipa al primo simposio di scultura a Fanano.
Nell'autunno del 1983 Renate cambia ditta e si trasferiscono a Steinen, nella Foresta Nera, e all'interno della sua casa-studio, Jürgen apre la galleria Il bulino, che viene inaugurata con una mostra di Baldwin Zettl, incisore di Lipsia. nel 1993 Inizia la produzione de Il bulino manoscritti: libri con incisioni originali e testi calligrafici, sia di Jürgen stesso che altri autori, che lui stesso esegue per edizioni di pochissime copie. Con queste edizioni partecipa per tre anni alla Fiera di Francoforte.
Nel 1999 Renate va in pensione e si trasferiscono a Fanano.
Nel 2002 sospende la sua attività di bulinista e cinque anni dopo dona tutte le sue opere e le matrici al Gabinetto delle Stampe di Bagnacavallo .
Nell'agosto del 2009 muore Renate, sempre in quell'anno il Gabinetto delle Stampe di Bagnacavallo  gli dedica una mostra antologica.
Dal 2010 al 2017 Jürgen Czaschka Insegna presso l'Opificio della Rosa  di Montefiore Conca e la Scuola d'arte Bartolomeo Ramenghi di Bagnacavallo. Seguito da numerosi allievi provenienti da tutto il mondo diventa un punto di riferimento per l'arte del bulino.
Nel 2016 Jürgen Czaschka crea la Fondazione Renate Herold Czaschka , dedicata alla moglie, che si occupa internazionalmente di grafica d'arte. Muore a Modena il 9 febbraio del 2018.

## Opere illustrate
- Benn, Gottfried, Quartär (Quaternario, in Poesie Statiche) con nove incisioni su zinco e testo calligrafico di Jürgen Czaschka, Il bulino, 1993.
- Weinheber, Josef, Variationen auf eine Hölderlinische Ode (Variazioni su un'ode hölderliniano, in Nobiltà e declino), con dieci incisioni su rame e testo calligrafico di Jürgen Czaschka, Il bulino, 1993.
- Weinheber, Josef, Kammermusik (Musica da camera), con sette incisioni su rame di Baldwin Zettl e testo calligrafico di Jürgen Czaschka, Il bulino, 1994.
- Schirneck, Hubert, Die Bevölkerung der Bäume (La popolazione degli alberi), diciannove incisioni su rame (inciso anche il testo), Il bulino, 1995.
- Jendryschik, Manfred, 7 Todsünden (7 peccati mortali), con sette incisioni su legno di Karl-Grorg Hirsch e testo calligrafico di Jürgen Czaschka, Il bulino, 1995.
- Coufal, Günter, Die Mütter des Herkules (Le madri di Ercole), un'incisione su sette lastre di rame e testo calligrafico di Jürgen Czaschka, Il bulino, 1997.
- Buonarroti, Michelangelo, 12 sonetti, con quattro incisioni su rame e testo calligrafico di Jürgen Czaschka, Il bulino, 1997.
- Odysseus (Ulisse), cartella di dodici incisioni su rame (senza testo), Il bulino, 1998
- Benn, Gottfried, 10 Statische Gedichte (10 Poesie Statiche) con dieci incisioni su rame, Gutsch Editore, Berlino 1987.
- Mozart, Wolfgang Amaedeus / Da Ponte Lorenzo, Don Giovanni, cartella con diciotto incisioni su rame, Gutsch Editore, Berlino 1990.
- Lem, Stanislaw, Mamosch Eigensohn, due incisioni su rame, Edizioni Melusinen, Monaco 1990.
- Heine, Heinrich, Deutschland. Ein Wintermärchen (Germania. Una fiaba invernale), sedici incisioni su rame, Edizioni Melusinen, Monaco 1993.
- Coufal, Günter, Zuhause (A casa), quattro incisioni su rame, Thomas Reche Editore, Passau 1996.
- Sauter, Fritz, Der König in der Schuhschachtel (Il re nella scatola di scarpe), quattro incisioni su rame, Thomas Reche Editore, Passau 1998.

## Opere
- In Hirne stechen. Unzeitgemäße Betrachtungen eines Kupferstechers (Tagliare in cervelli. Contemplazioni inattuali di un incisore), Graphische Kunst, Memmingen 1989.
- Bemerkungen zu Don Giovanni (Osservazioni su Don Giovanni), Gutsch editore, Berlino 1990.
- Mönch oder Trommler? Gedanken eines illustrierenden Kupferstechers (Monaco o Tamburino? Ragionamenti di un incisore illustratore), Illustration 63, Memmingen 1993.